# Даміні Говда
Даміні Говда (20 лютого 1999) — індійська плавчиня. Учасниця Чемпіонату світу з водних видів спорту 2017, де в попередніх запливах на дистанції 100 метрів батерфляєм посіла 40-ве місце і не потрапила до півфіналу.